# Edythe Sterling
Edythe Sterling (Leavenworth, octubre de 1893-Los Ángeles, 5 de junio de 1962), nacida como Edith May Kessinger, fue una actriz, doble y productora estadounidense de cine mudo, principalmente del wéstern.

## Primeros años y educación
Edith May Kessinger nació en Leavenworth, Kansas, hija de John Letcher Kessinger y Nettie Ryherd Kessinger. Abandonó Kansas a los 15 años para hacer carrera en el teatro.

## Carrera
Sterling apareció en docenas de películas mudas entre 1913 y 1923, muchos de ellos cortometrajes o wésterns, incluyendo The Girl from Texas (1914), A Cattle Queen's Romance (1915), The Ghost Wagon (1915), The Secret Man (1917) con Harry Carey, The Arizona Cat Claw (1919), The One-Way Trail (1919), Call of the West (1920), The Cowboy's Sweetheart (1920), The Fiddler of the Little Big Horn (1920), The Stranger of Canyon Valley (1922), Crimson Gold (1923) y Danger (1923).
Sterling tenía su propia productora y a menudo desempeñaba papeles muy activos en sus películas, montando a caballo, luchando, disparando y trabajando con grandes animales. Por ejemplo, en The Girl Who Dared (1920), interpreta a una sheriff de un pueblo del oeste que lucha contra ladrones de ganado. En The One-Way Trail (1919), rescata a su coprotagonista masculino.  En otra película, Nancy's Birthright (1916), su personaje lucha por superar unas "tendencias criminales" heredadas.
Una vez finalizada su carrera en la pantalla, Sterling se dedicó a las actuaciones en vivo de acrobacias a caballo, por ejemplo en un espectáculo del "salvaje oeste" en Los Ángeles en 1923, y en un número de vodevil en 1924. También cumplió una breve condena en la cárcel en Pasadena en 1923, por exceso de velocidad y desacato al tribunal. Desde 1926 hasta los años 30, realizó giras como directora e "intérprete" de una banda de bailarines hopi.  En estas giras viajaba con un zorro kit de Arizona como mascota.

## Vida personal
Sterling se casó con el también actor Art Acord en 1913; se divorciaron en 1919. En 1920 y 1921, se produjo un escándalo cuando ella y su representante casado, L. T. Osborne, se presentaron como matrimonio mientras viajaban. En 1926 se casó con Milo William Billingsley, un productor teatral; más tarde se divorciaron. Su último marido fue Clifford L. Younger. Murió en 1962, a los sesenta o setenta años, en Los Ángeles, California. Su tumba se encuentra en el Valhalla Memorial Park de North Hollywood.